# 24 thermidor
24 messidor 24 fructidor
Le quartidi 24 thermidor, officiellement dénommé jour de l'aunée, est le 324e jour de l'année du calendrier républicain.
C'était généralement le 11e jour du mois d'août dans le calendrier grégorien.